# Grupo Desportivo Torre de Moncorvo
O Grupo Desportivo de Moncorvo é um clube português, com sede em Torre de Moncorvo, distrito de Bragança. Foi fundado a 1 de maio de 1967.Teve como presidente o Engº José Aires durante 28 anos até 2013/2014 e também até esta data o treinador Sílvio Carvalho durante 30 anos. Futebol feminino, karaté e ginástica feminina, foram outras modalidades já praticadas na coletividade. Além dos títulos de seniores tem ainda 10 de iniciados, 8 de juniores e 4 de juvenis.
No futebol senior, a sua melhor colocação foi chegar à 4ª eliminatória nas temporadas 2007-08 e 2008-09.

## Futebol

### Histórico
|                                                        | Nº Presenças | Recordes                                                                    |
| ------------------------------------------------------ | ------------ | --------------------------------------------------------------------------- |
| Temporadas na 3ª Divisão16 participações na 3ª divisão | <center      | 3º (2005/06 e 2006/07)                                                      |
| Taça de Portugal                                       | 21           | 4ª Eliminatória (2007/08 e 2008/09)                                         |
| Campeonato AF Bragança                                 | -            | 8 (1968/69, 1971/72, 1973/74, 1987/88, 1990/91, 1998/99, 2010/11 e 2013/14) |
| Taça AF Bragança                                       | -            | 6 ( 1987/88, 1989/90, 1990/91, 1998/99, 2010/11 2012/13)                    |

Actualizado a 5-Ago-14

### Classificações
| Escalão          | 00/01 | 01/02 | 02/03 | 03/04 | 04/05 | 05/06 | 06/07 | 07/08 | 08/09 |
| ---------------- | ----- | ----- | ----- | ----- | ----- | ----- | ----- | ----- | ----- |
| Liga Sagres      | -     | -     | -     | -     | -     | -     | -     | -     | -     |
| Liga Vitalis     | -     | -     | -     | -     | -     | -     | -     | -     |       |
| II Divisão       | -     | -     | -     | -     | -     | -     | -     | -     | -     |
| III Divisão      | -     | -     | -     | -     | -     | -     | -     | -     | -     |
| 1º Escalão Dist. | -     | -     | -     |       | -     | -     | -     | -     | -     |
| 2º Escalão Dist. | -     | -     | -     | -     | -     | -     | -     | -     | -     |
| 3º Escalão Dist. | -     | -     | -     | -     | -     | -     | -     | -     | -     |